# Saint Seiya: Rerise of Poseidon
Saint Seiya: Rerise of Poseidon (聖闘士星矢 海皇再起, seinto seiya kaiō saiki, "Saint Seiya: Resurgimiento de Poseidón") es un manga spin-off escrito e ilustrado por Tsunakan Suda basado en la obra original de Masami Kurumada. Su serialización inició el 16 de septiembre de 2022 en la revista Champion RED de la editorial Akita Shoten.

## Argumento
Una nueva amenaza pone en un gran peligro la tierra, la diosa Némesis ha descendido para destruir a la humanidad porque los Caballeros de Bronce de Athena han asesinado a Thanatos, Hypnos e Hades, por lo que Némesis amenaza provocar una lluvia de meteoritos que destruirá a la humanidad en 10 horas. Pero como Atena, Seiya de Pegaso y los demás Caballeros de Bronce no están presentes para combatir esta amenaza debido a que quedaron atrapados en otra dimensión, el espíritu de Hades en forma de mariposa infernal se pone en contacto con Poseidón que yace en la vasija de Atena para que proteja la tierra, liberando al dios de los mares de su sello, resucitando temporalmente a los Generales Marinos que perecieron. Ante esta crisis, el emperador de los mares despierta junto a sus Marinas para detener la terrible amenaza de Némesis y evitar la destrucción de la Tierra.

¡Una leyenda galáctica!!. El Emperador del Mar, Poseidón, y los Generales Marinos. ¡Comienza un nuevo "Saint Seiya"!.
(銀河伝説!! 海皇ポセイドンと 海将軍を描く新たな 「聖闘士星矢」始動!!).
Los Caballeros de Athena han desaparecido en la Guerra Santa contra Hades, el Rey del Inframundo, y un nuevo enemigo se cierne sobre la Tierra. Ante esta crisis, ¡El Emperador de los Mares, Poseidón, se despierta!.
(冥王ハーデスとの闘いで聖闘士たちが姿を消し、新たなる敵が地上に迫る。その危機に海皇ポセイドンが目を覚ました!!)

## Personajes

### Ejército de Atena
- Saori Kido (Atena)

Caballeros de Bronce
- Seiya de Pegaso (天馬星座ペガサスの星矢, pegasasu no seiya)
- Hyoga de Cisne (白鳥星座の氷河, kigunasu no hyōga)
- Shiryu de Dragón (龍星座ドラゴンの紫龍, doragon no shiryū)
- Shun de Andrómeda (アンドロメダ星座の瞬, andoromeda no shun)
- Ikki de Fénix (鳳凰星座の一輝, phoenix no ikki)

Caballeros de Plata
- Shaina de Ofiuco (蛇遣い星座のシャイナ, opyiukusu no shaina)

### Ejército de Poseidón
- Julian Solo

Generales Marinos
- Bian de Hipocampo (海馬（シーホース）のバイアン, shīhōsu no baian)
- Eo de Escila (スキュラのイオ, sukyura no Io)
- Krishna de Crisaor (クリュサオルのクリシュナ, kuryusaoru no kurishuna)
- Kasa de Limnades (リュムナデスのカーサ, ryumunadesu no kāsa)
- Isaac de Kraken (クラーケンのアイザック, Kurāken no Aizakku)
- Sorrento de Sirena (海魔女（セイレーン）のソレント seirēn no sorento)
- Kanon de Dragón Marino (海龍のカノン, shī doragon no kanon)

### Ejército de Némesis
- Cadmos de Dracodent
- Belerofonte de Aris
- Terpsícore de Música
- Eneas de Grazia
- Pollux de Athanasia